# Nissan Cefiro
Nissan Cefiro (nisan tsəfiːro) — японський автомобіль бізнес-класу, який випускався в період з 1988 по 2003 рік. Автомобіль спочатку випускався в кузові 4-дверний седан, проте надалі було налагоджено виробництво універсала. Велика частина автомобілів оснащувалася автоматичними коробками передач. Крім Японії, автомобіль користувався великою популярністю в Австралії, Великій Британії та Новій Зеландії.
У європейському виконанні автомобіль випускався під назвою Nissan Maxima і в Україні він поставлявся офіційними дилерами.

## Перше покоління

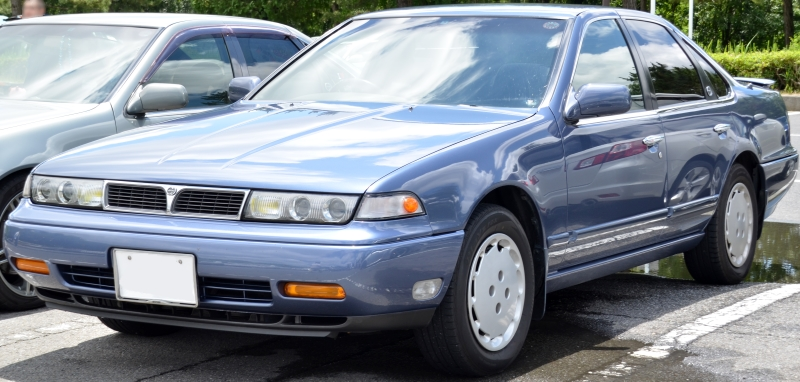
Nissan Cefiro A31

Автомобіль в вересні 1988 року з'явився на японському ринку, і випускався до травня 1994 року. А31 був схожий на Nissan Laurel. За технічними характеристиками він був максимально близький до Nissan Skyline, Nissan Silvia і Nissan Laurel. Крім задньопривідних моделей також випускалася і 4WD версія, на яку встановлювалися ті ж передня і задня підвіски, як на Nissan Skyline GT-R.
Cefiro — один з перших автомобілів які мали 5-ступінчасту автоматичну коробку передач. Двигуни були об'ємом від 2,0 літрів і до 2,5 л. На деякі версії ставили двигуни з турбонаддувом.
Ця модель випускалася з заднім і повним приводом. На відміну від майбутніх версій Nissan Laurel і Nissan Skyline, Nissan Cefiro A31 став останнім кузовом, який був із заднім приводом, всі наступні моделі були передньопривідними. Завдяки задньому приводу і відносній дешевизні, автомобіль став популярним серед японських дрифтерів. В результаті цей автомобіль придбав культовий статус в Японії, Новій Зеландії та Австралії, оскільки потужні двигуни і відмінні заводські налаштування шасі відмінно проявляли себе при вуличних перегонах і дрифті.

### Двигуни
- 2.5 L RB25DE I6
- 2.4 L RB24s I6
- 2.0 L RB20DET I6 turbo
- 2.0 L RB20DE I6
- 2.0 L RB20E I6

## Друге покоління

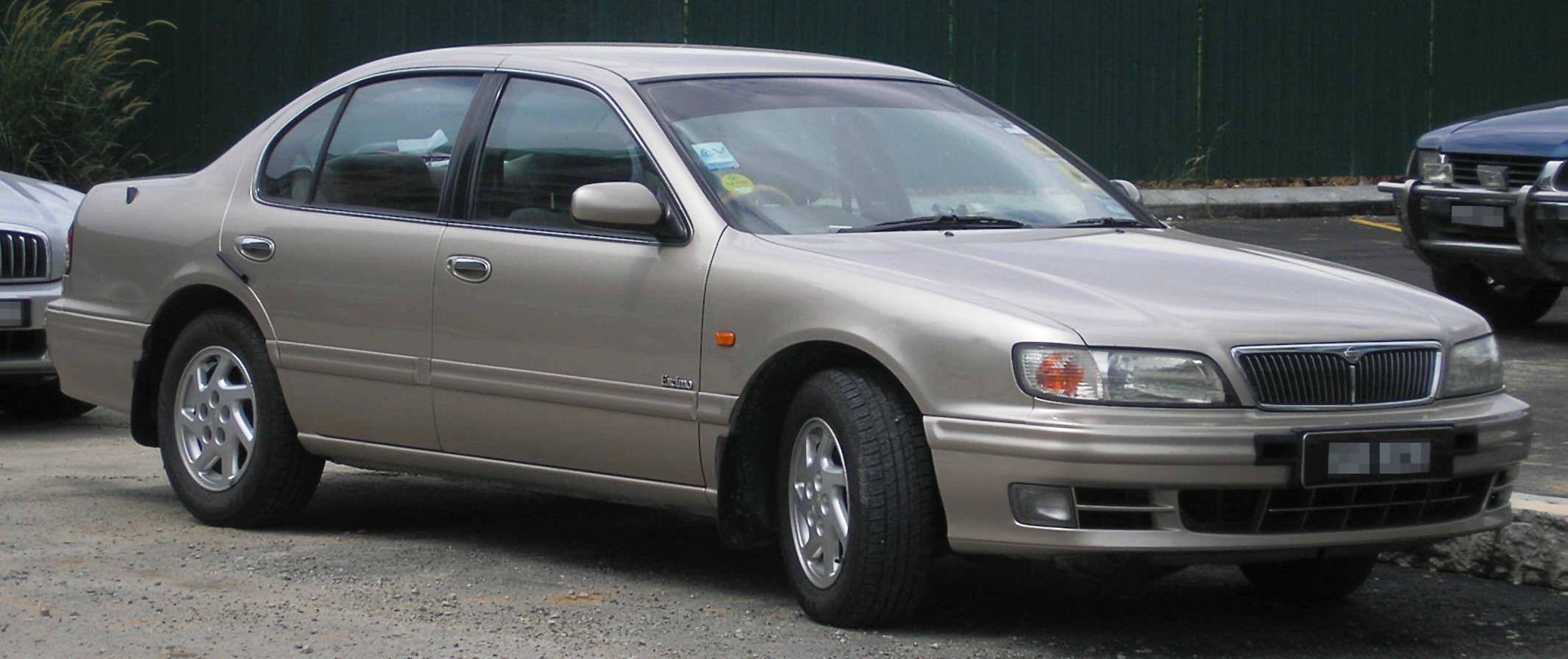
Nissan Cefiro A32

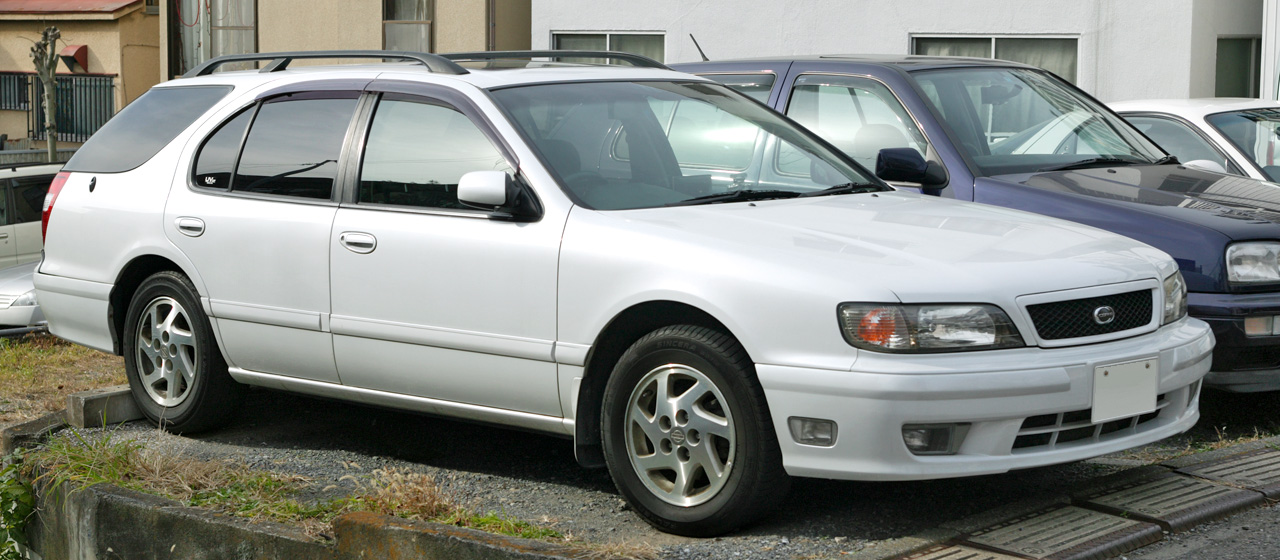
Nissan Cefiro A32 Wagon

Nissan Cefiro A32 випускався з 1994 по 1999 рік. Кардинально відрізнявся від свого попередника — А31. А32 став більшим за розмірами, у нього з'явився більш якісний і зручний салон, також було вирішено відмовитися від заднього приводу на користь передньоприводного компонування. Cefiro створювався для японського ринку. Комплектувався автомобілі трьома бензиновими моторами V6, з яких VQ20DE мав робочий об'єм 2 літра і потужність 155 к.с., інший VQ25DE 2,5 літра і потужністю 190 к.с., ну а топовим був двигун VQ30DE, який мав робочий об'єм 3 літри і потужність 240 к.с. Для західних країн випускався ліворульний аналог — Nissan Maxima.
В Україну даний автомобіль поставлявся офіційно в європейському варіанті під назвою Maxima і комплектувався двома бензиновими моторами V6, один з яких мав робочий об'єм 2 літра і потужність 155 к.с., а інший 3 літри і потужністю 193 к.с. Обидва варіанти йшли як з механічною коробкою передач, так і з автоматичною. Автомобіль з трилітровим двигуном в поєднанні з механічною кпп демонстрував високу динаміку розгону порівнянну зі спорткаром. Все що поставляються в РФ автомобілі мали відмінну обробку салону шкірою або велюром, а також мали дуже багатою комплектацією що включає в себе все необхідне. Відмінною особливістю даних автомобілів стало те, що вони комплектувалися виключно двигунами V6.
Двигуни залишилися такими ж потужними, плюс в лінійку моторів додали 3,0 літрові потужністю в 220 к.с. Автомобіль стали фарбувати в більш спокійні тони, яскраві спортивні кольори пішли на другий план. Був основою для Infiniti I30, яку випускали для американського ринку, а також для Nissan Maxima яка продавалася в Європі. Кузов: седан або універсал. Більшість автомобілів комплектувалися автоматичною коробкою перемикання передач. Двигун 2.0/2.5/3.0 V6 24 клапанів, ланцюгова ГРМ (газо-розподільний механізм).

### Двигуни
- 2.0 л VQ20DE V6
- 2.5 л VQ25DE V6
- 3.0 л VQ30DE V6

## Третє покоління

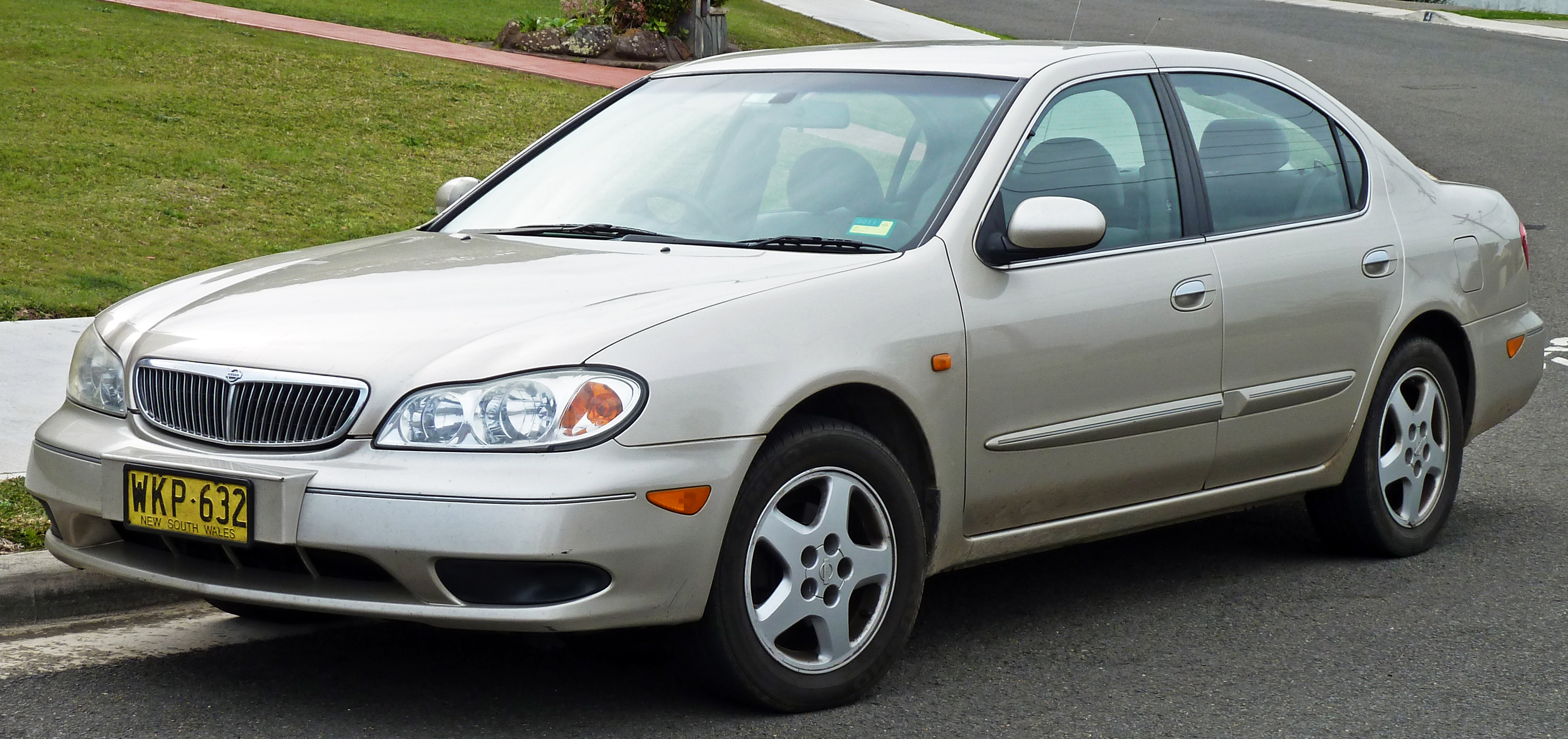
Nissan Cefiro A33

А33 став останнім кузовом Cefiro, ця платформа також використовувалася для Nissan Maxima і Infiniti I. Як і A32, А33 був розроблений в більшій мірі для комфортабельного переміщення, в той же час зберігаючи фірмовий спортивний запал. Доступні двигуни для даної моделі: VQ20DE потужністю 160 к.с. і VQ25DD, оснащений безпосереднім уприскуванням ТНВД і володів потужністю 210 к.с.
В Австралії, А33 називався Nissan Maxima і продавався з 1999 по 2002 рік. Всі моделі для продажу в Австралії були оснащені 3,0-літровими двигунами. А33 досі випускається за ліцензією в Малайзії і Бангладеш. Даний автомобіль також поставлявся і в Україну офіційними дилерами під назвою Nissan Maxima. У 2003 році автомобіль зняли з виробництва. Нішу автомобіля бізнес-класу в компанії Ніссан, зайняв Nissan Teana.

### Двигуни
- 2.0 л VQ20DE V6
- 2.5 л VQ25DE V6
- 2.5 л VQ25DD V6
- 3.0 л VQ30DE-K V6
- 3.5 л VQ35DE V6